# ヒドロスタキス科
ヒドロスタキス科（ヒドロスタキスか、Hydrostachyaceae）は双子葉植物の科。1属30種ほどがアフリカ南部に分布する。いずれも水草で、道管はない。葉は複葉で、気孔はない。花はめしべまたはおしべ1つだけからなる無花被の単性花で、穂状花序をつくる。
著しい退化のため系統は長らく不明確で、クロンキスト体系の分類ではアワゴケ目とされていたが、新しいAPG植物分類体系ではミズキ目に移されている。